# Nératinib
Le nératinib est un inhibiteur de tyrosine kinase utilisé dans le traitement des cancers du sein,. Son nom commercial est le Nerlynx.

## Mode d'action
Le nératinib est un inhibiteur de tyrosine kinase (ITK) pan-HER (ErbB) irréversible homologue de l’oncogène viral de la leucémie qui bloque la transduction des signaux des facteurs de croissance mitogènes par une liaison covalente à forte affinité au site de liaison de l’ATP de trois récepteurs du facteur de croissance épidermique (EGFR), à savoir l’EGFR (codé par ErbB1), HER2 (codé par ErbB2) et HER4 (codé par ErbB4) ou leurs hétérodimères actifs avec HER3 (codé par ErbB3). 
Cela donne lieu à une inhibition durable de ces voies favorisant la croissance dans le cadre des cancers du sein caractérisés par une sur-expression ou une amplification de HER2 ou par une mutation de HER2. Le nératinib se lie au récepteur HER2, réduit les voies de signalisation Akt et inhibe potentiellement la prolifération des cellules tumorales in vitro.

## Indication
Le nératinib est indiqué dans le traitement adjuvant prolongé des patients adultes présentant un cancer du sein précoce à récepteurs hormonaux positifs caractérisé par une sur-expression/amplification de HER2 auxquels il reste moins d’un an avant la fin d’un traitement adjuvant préalable à base de trastuzumab.

## Posologie
La dose recommandée de nératinib est de 240 mg (6 comprimés de 40 mg) pris par voie orale une fois par jour pendant un an sans interruption. Les patients doivent commencer le traitement dans l’année suivant la fin du traitement par trastuzumab.

## Chimie
Le nératinib est un dérivé de la 4-anilino-3-cyano-quinoléine.